# Trelleborgs centralstation
Trelleborgs centralstation (forkortet Trelleborg C) er en svensk jernbanestation i byen Trelleborg i Skåne i det sydlige Sverige. Stationen ligger i centrum af Trelleborg, mellem byens historiske bymidte og Trelleborg Havn.
Trelleborgs centralstation er den sydlige endestation på Kontinentalbanan, der forbinder Malmø med Trelleborg og jernbanefærgerne fra Sverige til Tyskland. Stationen åbnede i 1898 .